# Saison 2010 de l'équipe cycliste Androni Giocattoli-Serramenti PVC Diquigiovanni
La saison 2010 de l'équipe cycliste Androni Giocattoli-Serramenti PVC Diquigiovanni est la quinzième de l'équipe. L'équipe Androni Giocattoli-Serramenti PVC Diquigiovanni termine la saison à la dix-septième place du classement mondial, c'est la troisième équipe continentale professionnelle de ce classement, derrière BMC Racing (10e) et Cervélo Test (12e), à la sixième place de l'UCI Europe Tour et à la quatrième place de l'UCI America Tour, et a gagné 15 courses du calendrier international de l'UCI.

## Préparation de la saison 2010

### Arrivées et départs
| Arrivées           | Équipe 2009                          |
| ------------------ | ------------------------------------ |
| Massimo Giunti     | Miche-Silver Cross-Selle Italia      |
| Damiano Margutti   | Podenzano Tecninox Juvenes Steriltom |
| Fabrice Piemontesi | Fuji-Servetto                        |
| Cameron Wurf       | Fuji-Servetto                        |

| Départs            | Équipe 2010       |
| ------------------ | ----------------- |
| Manuel Belletti    | Colnago-CSF Inox  |
| Denis Bertolini    |                   |
| Luca Celli         | Ceramica Flaminia |
| Francesco De Bonis | suspension        |
| Mattia Gavazzi     | Colnago-CSF Inox  |
| Leonardo Moser     |                   |
| Davide Rebellin    | suspension        |
| Nazareno Rossi     |                   |
| Gilberto Simoni    |                   |

## Coureurs et encadrement technique

### Effectif
| Cycliste             | Date de naissance | Nationalité | Équipe 2009                                     |
| -------------------- | ----------------- | ----------- | ----------------------------------------------- |
| Leonardo Bertagnolli | 8 janvier 1978    | Italie      | Serramenti PVC Diquigiovanni-Androni Giocattoli |
| Rubens Bertogliati   | 9 mai 1979        | Suisse      | Serramenti PVC Diquigiovanni-Androni Giocattoli |
| Alessandro Bertolini | 27 juillet 1971   | Italie      | Serramenti PVC Diquigiovanni-Androni Giocattoli |
| Thomas Bertolini     | 10 juillet 1988   | Italie      | Serramenti PVC Diquigiovanni-Androni Giocattoli |
| Francesco Ginanni    | 6 octobre 1985    | Italie      | Serramenti PVC Diquigiovanni-Androni Giocattoli |
| Massimo Giunti,      | 29 juillet 1974   | Italie      | Miche-Silver Cross-Selle Italia                 |
| Alberto Loddo        | 5 janvier 1979    | Italie      | Serramenti PVC Diquigiovanni-Androni Giocattoli |
| Damiano Margutti     | 7 mars 1986       | Italie      | Podenzano Tecninox Juvenes Steriltom            |
| Luis Ángel Maté      | 23 mars 1984      | Espagne     | Serramenti PVC Diquigiovanni-Androni Giocattoli |
| Carlos José Ochoa    | 14 décembre 1980  | Venezuela   | Serramenti PVC Diquigiovanni-Androni Giocattoli |
| Fabrice Piemontesi   | 16 août 1983      | Italie      | Fuji-Servetto                                   |
| Jackson Rodríguez    | 25 février 1985   | Venezuela   | Serramenti PVC Diquigiovanni-Androni Giocattoli |
| Michele Scarponi     | 25 septembre 1979 | Italie      | Serramenti PVC Diquigiovanni-Androni Giocattoli |
| José Serpa           | 17 avril 1979     | Colombie    | Serramenti PVC Diquigiovanni-Androni Giocattoli |
| Luca Solari          | 2 octobre 1979    | Italie      | Serramenti PVC Diquigiovanni-Androni Giocattoli |
| Fabio Taborre        | 5 juin 1985       | Italie      | Serramenti PVC Diquigiovanni-Androni Giocattoli |
| Cameron Wurf         | 3 août 1983       | Australie   | Fuji-Servetto                                   |
| Stagiaire            | Date de naissance | Nationalité | Équipe 2010                                     |
| Alessandro De Marchi | 19 mai 1986       | Italie      | Friuli                                          |

## Bilan de la saison

### Victoires
| Date       | Course                                                 | Pays      | Classe | Vainqueur            |
| ---------- | ------------------------------------------------------ | --------- | ------ | -------------------- |
| 20/01/2010 | 3e étape du Tour de San Luis                           | Argentine | 2.1    | Alberto Loddo        |
| 22/01/2010 | 5e étape du Tour de San Luis                           | Argentine | 2.1    | Jackson Rodríguez    |
| 23/01/2010 | 6e étape du Tour de San Luis                           | Argentine | 2.1    | Luis Ángel Maté      |
| 24/01/2010 | 7e étape du Tour de San Luis                           | Argentine | 2.1    | Alberto Loddo        |
| 20/02/2009 | Trofeo Laigueglia                                      | Italie    | 1.1    | Francesco Ginanni    |
| 27/02/2010 | 5e étape du Tour de Sardaigne                          | Italie    | 2.1    | Alberto Loddo        |
| 13/03/2010 | 4e étape de Tirreno-Adriatico                          | Italie    | HIS    | Michele Scarponi     |
| 24/03/2010 | 2e étape de la Semaine internationale Coppi et Bartali | Italie    | 2.1    | José Serpa           |
| 31/03/2010 | Prologue de la Semaine cycliste lombarde               | Italie    | 2.1    | Michele Scarponi     |
| 04/04/2010 | 4e étape de la Semaine cycliste lombarde               | Italie    | 2.1    | José Serpa           |
| 05/04/2010 | Classement général de la Semaine cycliste lombarde     | Italie    | 2.1    | Michele Scarponi     |
| 22/04/2010 | 3e étape du Tour du Trentin                            | Italie    | 2.1    | Alessandro Bertolini |
| 28/05/2010 | 19e étape du Tour d'Italie                             | Italie    | HIS    | Michele Scarponi     |
| 23/06/2010 | Championnat de Suisse du contre-la-montre              | Suisse    | CN     | Rubens Bertogliati   |
| 06/07/2010 | 3e étape du Tour d'Autriche                            | Autriche  | 2.HC   | Leonardo Bertagnolli |

### Résultats sur les courses majeures
Les tableaux suivants représentent les résultats de l'équipe dans les principales courses du calendrier international dans lesquelles l'équipe bénéficie d'une invitation (quatre des cinq classiques majeures et le Tour d'Italie). Pour chaque épreuve est indiqué le meilleur coureur de l'équipe, son classement ainsi que les accessits glanés par Androni Giocattoli-Serramenti PVC Diquigiovanni sur les courses de trois semaines.

#### Classiques
| Classique            | Milan-San Remo         | Tour des Flandres | Paris-Roubaix        | Liège-Bastogne-Liège       | Tour de Lombardie     |
| -------------------- | ---------------------- | ----------------- | -------------------- | -------------------------- | --------------------- |
| Coureur (classement) | Francesco Ginanni (7e) | Non invitée       | Aucun coureur classé | Leonardo Bertagnolli (38e) | Michele Scarponi (2e) |

#### Grands tours
| Grand tour           | Tour d'Italie                         | Tour de France | Tour d'Espagne |
| -------------------- | ------------------------------------- | -------------- | -------------- |
| Coureur (classement) | Michele Scarponi (4e)                 | Non invitée    | Non invitée    |
| Accessits            | 1 victoire d'étape (Michele Scarponi) |                |                |

### Classements UCI

#### Calendrier mondial UCI
L'équipe Androni Giocattoli-Serramenti PVC Diquigiovanni termine à la dix-septième place du Calendrier mondial avec 323 points. Ce total est obtenu par l'addition des points des cinq meilleurs coureurs de l'équipe au classement individuel, cependant seuls quatre coureurs sont classés que sont Michele Scarponi, 12e avec 283 points, Francesco Ginanni, 114e avec 30 points, Rubens Bertogliati, 178e avec 8 points, et Leonardo Bertagnolli, 235e avec 2 points,. Les points de l'équipe ont été acquis lors des 7 épreuves auxquelles Androni Giocattoli-Serramenti PVC Diquigiovanni a pris part, sur les 26 que comprend le Calendrier mondial.
| Rang | Coureur              | Points |
| ---- | -------------------- | ------ |
| 12   | Michele Scarponi     | 283    |
| 114  | Francesco Ginanni    | 30     |
| 178  | Rubens Bertogliati   | 8      |
| 235  | Leonardo Bertagnolli | 2      |

#### UCI America Tour
L'équipe Androni Giocattoli-Serramenti PVC Diquigiovanni termine à la quatrième place de l'America Tour avec 212 points. Ce total est obtenu par l'addition des points des huit meilleurs coureurs de l'équipe au classement individuel, cependant seuls cinq coureurs sont classés,.
| Rang | Coureur           | Points |
| ---- | ----------------- | ------ |
| 25   | José Serpa        | 76     |
| 56   | Jackson Rodríguez | 43     |
| 70   | Alberto Loddo     | 37     |
| 85   | Carlos José Ochoa | 32     |
| 110  | Luis Ángel Maté   | 24     |

#### UCI Europe Tour
L'équipe Androni Giocattoli-Serramenti PVC Diquigiovanni termine à la sixième place de l'Europe Tour avec 1 184 points. Ce total est obtenu par l'addition des points des huit meilleurs coureurs de l'équipe au classement individuel,.
| Rang | Coureur              | Points |
| ---- | -------------------- | ------ |
| 13   | Michele Scarponi     | 323    |
| 15   | Leonardo Bertagnolli | 308,4  |
| 72   | José Serpa           | 165,4  |
| 87   | Francesco Ginanni    | 147,4  |
| 185  | Alessandro Bertolini | 79,4   |
| 192  | Alberto Loddo        | 78     |
| 301  | Jackson Rodríguez    | 51,4   |
| 454  | Luis Ángel Maté      | 31     |
| 563  | Rubens Bertogliati   | 20,4   |
| 591  | Thomas Bertolini     | 18,4   |
| 681  | Fabio Taborre        | 15     |
| 696  | Fabrice Piemontesi   | 14     |
| 956  | Carlos José Ochoa    | 7      |